# Caton (nave)
Il Caton fu un vascello a due ponti di terza classe, armato con 64 cannoni, della Marine royale francese. Catturato nel corso della battaglia del Canale della Mona, fu incorporato della Royal Navy, dove prestò servizio fino al 1815.

## Storia
Sotto il regno di Luigi XVI, appassionato di mare e di geografia, la Marine royale conobbe un periodo di grande espansione, in quanto il governo accordò alla marina ampi finanziamenti. Il vascello da 64 cannoni Caton, fu progettato da Joseph Marie Blaise Coulomb, e venne impostato presso l'arsenale di Tolone nell'aprile 1770 insieme a quello da 74 cannoni Destin. Varato il 5 luglio 1777, entrò in servizio nel maggio 1778. L'unità prese parte alla guerra anglo-francese del 1778-1783, partecipando alla battaglia della Martinica (17 aprile 1780), a quella di Fort Royal (29 aprile 1781), alla battaglia della baia di Chesepeake (5 settembre 1781), e a quella di Saint Kitts (25 gennaio 1782).
Rimasta danneggiata nel corso della battaglia delle Saintes (9 aprile 1782), mentre cercava di rientrare in Francia, il 19 aprile seguente il vascello, al comando di Auguste-Charles-Marie de Framond, fu attaccato e catturato dal vascello Valiant della Royal Navy nel corso della battaglia del Canale della Mona.
Riparato sommariamente venne subito reimesso in servizio nella Royal Navy con la designazione di HMS Caton, e al comando del capitano Richard Fisher fece rotta per l'Inghilterra. Il 25 luglio 1782 rimase danneggiato nel corso di una tempesta e dovette trovare rifugio ad Halifax, da dove salpò il 26 gennaio 1783 come scorta ad un convoglio di otto trasporti militari, raggiungendo senza incidenti Plymouth, in Inghilterra, il 19 ottobre 1783. In seguito, nell'agosto 1790 l'unità fu declassata a nave ospedale al comando del commodoro James May, prestando servizio in tale ruolo fino al 1794, quando fu messa in disarmo. Ritornò in servizio nel maggio 1803, venendo impiegata a Plymouth come nave prigione, fino a quando non fu radiata, venduta per 2.500 sterline e avviata alla demolizione il 9 febbraio 1815.

### Annotazioni
1. ↑  Sceso a 491 nel corso del 1794.
2. ↑  Insieme al Caton fu ordinata la costruzione di una unità gemella, denominata Bélier,  la cui costruzione fu poi annullata in favore di una unità da 74 cannoni, designata Destin. La seconda unità da 64 cannoni, designata Jason fu impostata nel 1777.

### Fonti
1. 1 2 3 4 5 6 7  Winfield 2007, p. 112.
2. 1 2 3 4  Three Decks.
3. ↑  Dull 2015, p. 67.
4. ↑  Dull 2015, p. 351.
5. ↑  Lyon, Winfield 2004, p. 42.
6. ↑  Tucker 2018, p. 447.